# Confederazione mondiale del lavoro
La Confederazione Mondiale del Lavoro (CML) o in inglese World Confederation of Labour (WCL) è stata una federazione sindacale internazionale di stampo cristiano fondata nel 1920 a L'Aia nei Paesi Bassi con il nome di "International Federation of Christian Trade Unions" (IFCTU). 
La CML si è sciolta nel 2006 a seguito della fusione con la CISL Internazionale nella Confederazione Sindacale Internazionale (CSI). 

## Struttura

### Segretari generali
1920: Jos Serrarens
1952: August Vanistendael
1968: Jean Brück
1976: Jan Kułakowski
1989: Carlos Custer
1996: Willy Thys

### Presidenti
1920: Josef Scherrer
1928: Bernhard Otte
1933: Henri Pauwels e Jules Zirnheld
1937: Jules Zirnheld
1946: Gaston Tessier
1961: Maurice Bouladoux
1973: Marcel Pepin
1981: Johnny Tan
1989: Willy Peirens
1997: Fernand Kikongi
2001: Basile Mahan Gahé